# Hina Sugita
Hina Sugita (杉田 妃和 Sugita Hina?,  Kitakyushu, 31 de enero de 1997) es una futbolista japonesa. Juega como centrocampista en el Portland Thorns de la National Women's Soccer League de Estados Unidos. Es internacional con la selección de Japón.

## Trayectoria
Sugita nació en Kitakyushu el 31 de enero de 1997. Tras graduarse de la escuela secundaria, se unió al INAC Kobe Leonessa de la L.League en 2015. Para el 2016 era ya una figura habitual en el once inicial de su equipo y fue reconocida como Mejor Jugadora Joven de la temporada.
A inicios del 2022, aterrizó en Estados Unidos para unirse al Portland Thorns de la NWSL con un contrato por tres años. Jugó la NWSL Challenge Cup 2022 en marzo y marcó un doblete en la victoria contra el San Diego Wave por 3-2. Sin embargo su equipo no pasó de la fase de grupos. En la NWSL 2022 registró 5 goles en 23 partidos para ayudar al Thorns a conquistar su tercer título de liga.

## Selección nacional
En septiembre de 2012, cuando tenía 15 años, fue convocada a la selección sub-17 de Japón de cara a la Copa Mundial Sub-17 de 2012. Jugó los 4 partidos y marcó 2 goles. En 2013, jugó en el Campeonato Femenino Sub-16 de la AFC que su país ganó por segunda vez consecutiva. También anotó 6 goles y fue seleccionada como la MVP del torneo. Al año siguiente compitió como capitana de su selección en la Copa Mundial Sub-17 de 2014 donde contribuyó con 5 goles en 5 partidos para que las japonesas ganaran su primer mundial sub-17. Sugita se llevó además el Balón de Oro del torneo y la Bota de Bronce a la tercera máxima goleadora. En el Mundial Sub-20 de 2016 jugó los 6 partidos y Japón ganó el tercer lugar. A pesar de su sequía de goles en el certamen, fue reconocida con el Balón de Oro.
Sugita debutó con la selección absoluta japonesa el 2 de agosto de 2018, entrando como suplente en el tiempo complementario ante Australia.
| Selección de fútbol de Japón | Selección de fútbol de Japón | Selección de fútbol de Japón |
| Año                          | Partidos                     | Goles                        |
| ---------------------------- | ---------------------------- | ---------------------------- |
| 2018                         | 1                            | 0                            |
| 2019                         | 14                           | 0                            |
| 2020                         | 3                            | 0                            |
| 2021                         | 3                            | 2                            |
| Total                        | 21                           | 2                            |

## Estadísticas

### Clubes
| Club               | País           | Año             |
| ------------------ | -------------- | --------------- |
| INAC Kobe Leonessa | Japón          | 2015 - 2022     |
| Portland Thorns    | Estados Unidos | 2022 - presente |

## Palmarés

### Títulos nacionales
| Título                         | Club            | País           | Año  |
| ------------------------------ | --------------- | -------------- | ---- |
| National Women's Soccer League | Portland Thorns | Estados Unidos | 2022 |

### Títulos internacionales
| Título                      | Equipo | Sede       | Año  |
| --------------------------- | ------ | ---------- | ---- |
| Campeonato Sub-16 de la AFC | Japón  | China      | 2013 |
| Copa Mundial Sub-17         | Japón  | Costa Rica | 2014 |
| Campeonato Sub-19 de la AFC | Japón  | China      | 2015 |

(*) Incluyendo la Selección